# Kataloniens parlament
Kataloniens parlament (katalanska: Parlament de Catalunya; uttal: /pərɫəˈmen də kətəˈɫuɲə/) är den lagstiftande församlingen i den spanska autonoma regionen Katalonien. Parlamentet, som har en kammare, utgörs av 135 ledamöter (diputats), vilka väljs vart fjärde år eller efter att det av något skäl upplösts. Ledamöterna väljs i allmänna val. Valkretsarna motsvarar regionens fyra provinser.
Parlamentet har rötter till 1000-talet. Det nuvarande parlamentet grundades år 1980, och sedan dess har totalt 12 allmänna val skett till parlamentet.
27 oktober 2017 upplöstes parlamentet, samtidigt som nyval utlystes till den 21 december. Både upplösningen och nyvalet beslutades av Spaniens regering, som samma dag utlöst grundlagsartikel 155 och dragit in Kataloniens regionala autonomi. Detta skedde som en direkt följd av att parlamentet då röstat för och låtit utropa den oavhängiga Republiken Katalonien. Vid valet blev Ciudadanos största parti, men de självständighetsivrande partierna behåller majoriteten i parlamentet. 17 januari 2018 valdes Roger Torrent (ERC) till talman för det nyvalda parlamentet.

## Roll och befogenheter
Kataloniens parlament, som sammanträder i en egen byggnad i Barcelonas Parc de la Ciutadella, är en av flera delar av Generalitat de Catalunya – det katalanska regionstyret. Detta består i övrigt främst av:
- presidenten över Generalitat de Catalunya (President de la Generalitet de Catalunya; "Kataloniens regionpresident")
- det verkställande rådet (Consell Executiu, i vardagslag kallat "el Govern"; "regionregeringen")

Övriga delar av regionstyret utgörs av Consell de Garanties Estatutàries (ungefär motsvarande Sveriges Lagrådet), Síndic de Greuges de Catalunya (motsvarar Sveriges Justitieombudsmannen), Sindicatura de Comptes (motsvarande Sveriges Riksrevisionen) och Consell de l'Audiovisual de Catalunya (jämför Sveriges Statens medieråd).
Parlamentets uppgift är att:
- utse presidenten över regionstyret (på förslag av talmannen)
- stifta katalanska lagar inom dess kompetensområden
- godkänna den autonoma regionen Kataloniens allmänna budget
- kontrollera regionregeringens, de fristående myndigheternas, offentliga bolagens och andra underlydande institutioners verksamhet

Enligt artikel 55 i 2006 års utökade katalanska autonomistatuter definieras parlamentet enligt tre principer:
1. Det representerar Kataloniens folk.
2. Det utövar den lagstiftande makten, godkänner budgeten för Generalitat de Catalunya samt kontrollerar och befrämjar den politiska och verkställande makten.
3. Det är okränkbart.

## Sammansättning
Parlamentet är sammansatt av mellan 100 och 150 ledamöter, och för närvarande (år 2017) består det av 135 diputats ("deputerade"). Det leds av ett presidium (mesa) med en talman, två vice talmän och fyra sekreterare. I plenisalen – även kallad L'hemicicle ('halvcirkeln') efter parlamentsplatsernas utformning – är ledamöterna utplacerad partivis. På senare år har mittgången ner mot talarstolen fungerat som en skiljelinje mellan den ibland separatistiska parlamentsmajoriteten och den politiska oppositionen.
| Talman i Kataloniens parlament (historik) | Talman i Kataloniens parlament (historik) | Talman i Kataloniens parlament (historik) | Talman i Kataloniens parlament (historik) | Talman i Kataloniens parlament (historik) | Talman i Kataloniens parlament (historik) |
| Nr                                        | Valt parlament                            | Talman                                    | År                                        | Parti                                     | Nominator                                 |
| ----------------------------------------- | ----------------------------------------- | ----------------------------------------- | ----------------------------------------- | ----------------------------------------- | ----------------------------------------- |
| 1.                                        | Republiken Katalonien                     | Lluís Companys                            | 1932–1933                                 | ERC                                       |                                           |
| 2.                                        | Republiken Katalonien                     | Joan Casanovas                            | 1933–1938                                 | ERC                                       |                                           |
| 3.                                        | Republiken Katalonien (i exil)            | Josep Irla                                | 1938–1940                                 | ERC                                       |                                           |
| 4.                                        | Republiken Katalonien (i exil)            | Antoni Rovira                             | 1940–1949                                 | ERC                                       |                                           |
| 5.                                        | Republiken Katalonien (i exil)            | Manuel Serra                              | 1949–1954                                 | PSUC                                      |                                           |
| 6.                                        | Republiken Katalonien (i exil)            | Francesc Farreras                         | 1954–1980                                 | ERC                                       |                                           |
| 7.                                        | I                                         | Heribert Barrera                          | 1980–1984                                 | ERC                                       |                                           |
| 8.                                        | II                                        | Miquel Coll                               | 1984–1988                                 | UDC                                       | CiU                                       |
| 9.                                        | III, IV                                   | Joaquim Xicoy                             | 1984–1995                                 | UDC                                       | CiU                                       |
| 10.                                       | V                                         | Joan Reventós                             | 1995–1999                                 | PSC                                       |                                           |
| 11.                                       | VI                                        | Joan Rigol                                | 1999–2003                                 | UDC                                       | CiU                                       |
| 12.                                       | VII, VIII                                 | Ernest Benach                             | 2003–2010                                 | ERC                                       |                                           |
| 13.                                       | IX, X                                     | Núria de Gispert                          | 2010–2015                                 | UDC/DC                                    | CiU                                       |
| 14.                                       | XI                                        | Carme Forcadell                           | 2015–2018                                 | oberoende                                 | ERC                                       |
| 15.                                       | XII                                       | Roger Torrent                             | 2018–                                     | ERC                                       |                                           |
| 16.                                       | XIII                                      | Laura Borràs                              | 2021–                                     | Junts                                     |                                           |

Talmannen är det näst högsta politiska ämbetet i Katalonien, efter regionpresidenten. Posten tillsätts bland de valda ledamöterna, efter omröstning i parlamentet. Ofta men inte alltid tillhör talmannen parlamentets största parti. Talmannens roll är att leda det dagliga arbetet och vara ordförande för presidiet. Hen ska inte delta i det dagliga arbetet i utskottet. Det är talmannen som föreslår kandidat till posten som regionpresident, och det är talmannen som samlar till plenarmöten i parlamentet.

## Historia

### Bakgrund
De första representativa och lagstiftande församlingarna i Katalonien var Assemblees de pau i treva ('Församlingarna för fristad och vapenvila'), som första gången omnämndes år 1027. De var ursprungligen tillfälliga och lokala möten, vilka till en början sammankallades av kyrkan (abboten Oliba, biskopen i Vic, död 1046, var en av flera tillskyndare). Successivt kom mötena att institutionaliseras och hanteras inom Barcelonas grevars hov. Den första katalanska lagen, Usatges de Barcelona, kungjordes av greve Ramon Berenguer I och baserade sig på besluten på dessa möten.

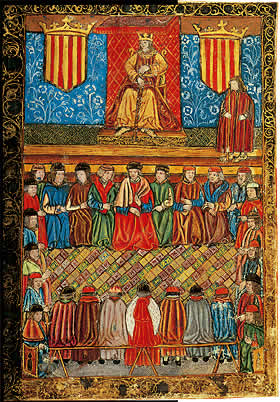
Föregångaren Corts catalanes, enligt en inkunabel från 1400-talet.

Även om grevarna av Barcelona, från och med 1137 ersatta av Aragoniens kungar, hade ett stort land under sin domvärjo, var deras ekonomiska och militära makt något begränsad. Detta berodde på deras bakgrund som vasaller under karolingerna. Deras personliga resurser var otillräckliga i ekonomiska kristider eller riket expanderade, något som skedde ofta från 1100- till 1400-talet. Behovet av att värva trupper och säkra inkomster ledde till att det kungliga hovet och dess formalia successivt växte.

### Corts catalanes
Resultat kom att gå under namnet Corts Generals de Catalunya (även känt som Corts catalanes, 'Katalanska hovet'). Det omgavs från 1283 – genom Peter III av Aragonien – av ett regelverk som i praktiken fungerade som en skriven författning. Corts Catalanes bestod av de tre ständerna (kyrkan, adeln och borgare). Borgare var bara invånare i kungliga städer som Barcelona och Girona, medan feodalherrars städer (exempelvis Cardona) endast representerades av feodalherrarna själva.
Corts huvudsakliga syfte var att stifta lagar, antingen genom att godkänna lagar som kungen föreslagit (constitucions) eller genom att klubba lagar på eget initiativ (capítols de cort). Corts sammanträdde med ojämna mellanrum (jämför Sveriges ståndsriksdag), något som ofta föranleddes av att kronan behövde söka nya inkomster eller resurser. Däremellan kunde man dock formellt godkänna kungens handlingar (enligt ett system som benämndes pragmàtiques), och från och med år 1359 etablerade man en permanent kontrollinstans (föregångare till Generalitat de Catalunya) för att övervaka kronans verksamhet. Corts catalanes avskaffades genom Nueva Planta-dekreten 1715/1716, efter att Katalonien förlorat striderma under Spanska tronföljdskriget.

### Tidiga 1900-talet
Under 1900-talet gjordes flera olika försök att åter etablera en självstyrande politisk myndighet i Katalonien. Katalanska samväldet (1914–25) var en församling som bildades av provinsdelegationerna från Barcelona, Girona, Lleida och Tarragona, 1925 avskaffad under Riveras diktatur.

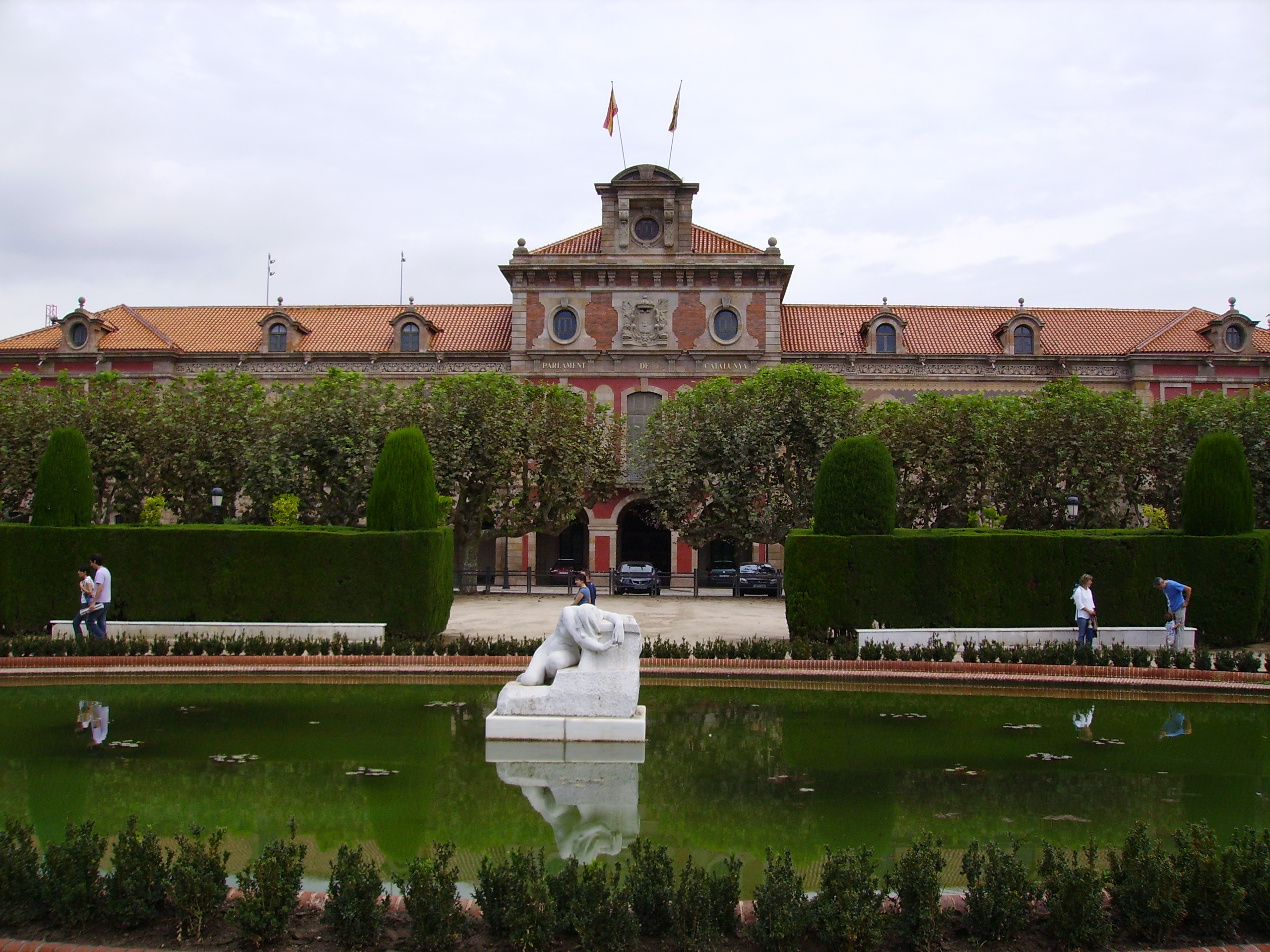
Palau del Parlament de Catalunya i Parc de la Ciutadella (Barcelona).

Efter ett försök 1931 till etablerandet av en närmast självständig katalansk republik, grundades året därpå ett separat katalanskt parlament under de då införda autonomistatuterna. Parlamentets befogenheter drogs in åren 1934–36, och parlamentet avskaffades definitivt 1938/1939 av Francisco Franco.

### Efter Franco
Efter Franco-diktaturens nedmonterande etablerades på nytt regionalt självstyre i Spaniens nybildade regioner, däribland Katalonien. Det nuvarande katalanska parlamentet bildades efter de första allmänna regionvalen 1980. Fram till och med 2017 har regionen sett 12 olika parlamentsval, oftast genomförda enligt reglementets fyraåriga intervall.
Med Spaniens nya författning 1978 delades landet in i 17 olika självstyrande regioner, vilka av vissa jämfört med (medeltida) "småkungadömen". Det nya systemet har infört ytterligare en politisk nivå mellan den spanska staten och de olika kommunerna, och 2006 års nya autonomistatuter (bland annat i Katalonien) har infört ytterligare regleringar. Det anses av vissa ekonomer och jurister att det stora regionala självstyret – och i motsvarande grad svaga spanska centralregeringen – lett till en allt större ineffektivitet och korruption.

### Del i självständighetsprocess
2015 års parlamentsval ledde till att partikoalitionen Junts pel Sí (bildat av de båda självständighetsivrande partierna CDC och ERC) blev största parti och att Carme Forcadell (Junts pel Sí) valdes till talman. Hon föreslog Artur Mas till ny president över Generalitat de Catalunya (i praktiken ett återval). Efter långdragna förhandlingar mellan Junts pel Sí och det vänsterradikala vågmästarpartiet CUP valde Mas att träda tillbaka och erbjuda sin kandidatur till staden Gironas borgmästare Carles Puigdemont. Denne valdes 10 januari (den sista möjliga dagen före ett hotande nyval) till ny regionpresident.

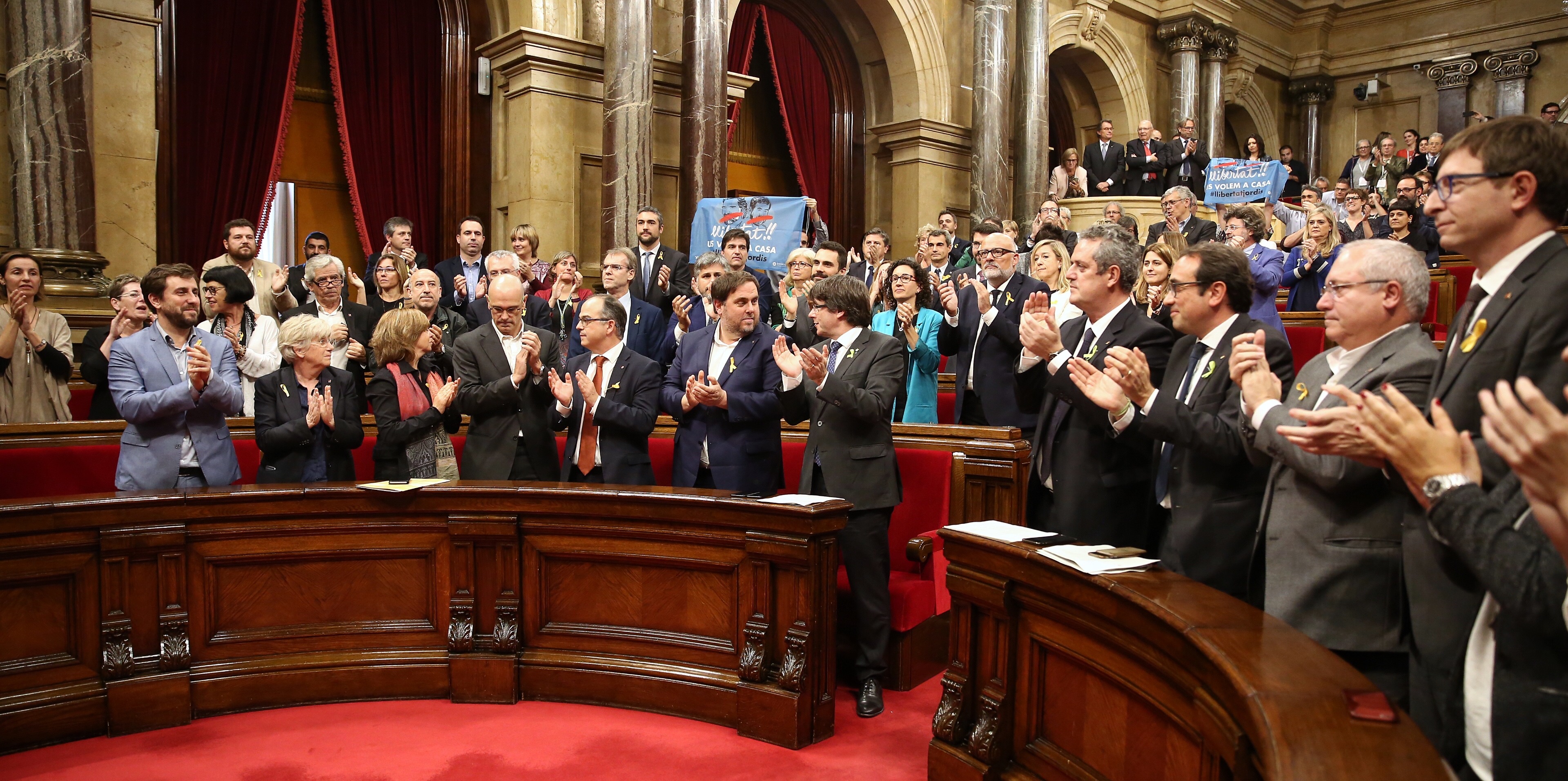
Plenarmötet 27 oktober 2017, då Republiken Katalonien utropades. Större delen av den politiska oppositionen deltog inte i mötet (de tomma bänkraderna till höger).

9 november 2015 – på årsdagen av 2014 års inofficiella folkomröstning – röstade det nyvalda parlamentet igenom ett beslut om att inleda en "konstituerande process" med full självständighet (inom 18 månader) för Katalonien som mål. Spaniens regering, som vägrat tillåta en regional folkomröstning i ämnet, anmälde samtidigt det katalanska parlamentets "överträdelse av maktbefogenheter" till landets konstitutionsdomstol. Våren 2016 kan detta leda till politiska och juridiska sanktioner mot parlamentet och mot inblandade katalanska politiker.
Parlamentets beslut förklarades 2 december samma år olagligt av Spaniens författningsdomstol. Trots detta fortsatte regionregeringen förberedelserna inför folkomröstningen, som senare utlystes till 1 oktober 2017 och bekräftades genom parlamentsbeslut i början av september (vid en stormig session där oppositionens ledamöter vandrade ut ur plenisalen).
Folkomröstningen genomfördes, trots massiva motåtgärder från spanska polisstyrkor, och Ja-sidan vann klart trots ett lågt valdeltagande. 10 oktober presenterades resultatet i parlamentet, varefter en tills vidare vilande självständighetsförklaring undertecknades av Ja-sidans representanter. 27 oktober röstade parlamentet för att låta utropa den oavhängiga Katalanska republiken, och samma dag gav Spaniens senat mandat till Spaniens regering att frånta Katalonien dess autonomi. Premiärminister Rajoy lät meddela att man avskedat Kataloniens regionpresident och regionens regering, samt upplöst Kataloniens parlament.
Nyval i regionen utlystes samtidigt till den 21 december. Valet ledde inte till en avgörande maktförskjutning, även om Ciutadans-Ciudadanos blev största parti och parlamentets tre minsta partigrupperingar alla i snitt halverade sina mandatantal. Roger Torrent (ERC) valdes 17 januari 2018 till det nykonstituerade parlamentets nye talman.

## Parlamentsval
Mandatfördelningen har varierat, men oftast har specifikt katalanska partier (det vill säga partier utan motsvarighet på federal spansk nivå) vunnit parlamentsvalen.
Under tiden som katalansk republik på 1930-talet utgjordes parlamentet av 85 deputerade. Sedan parlamentets återetablerande 1980 som folkrepresentation i den autonoma spanska regionen har antalet deputerade varit 135. Från 1980 och till och med 2021 har 13 val till parlamentet arrangerats. Det senaste ägde rum 14 februari 2021, där de självständighetsivrande partierna behöll majoriteten i parlamentet från det föregående valet 2017.

De fyra valkretsarna i Katalonien, med antal mandat för var och en.

Platserna i parlamentet fördelas proportionellt inom regionens fyra valkretsar, vilka är identiska med de fyra provinserna Barcelona, Girona, Lleida och Tarragona. Däremot är mandatfördelningen mellan de fyra valkretsarna inte helt överensstämmande med procent av Kataloniens invånare och 85 av 135 parlamentsplatser (63 procent). De kompletterande siffrorna för Gironaprovinsen är 10 procent av invånarna (17 platser = 13 procent), för Lleidaprovinsen 6 procent (15 platser = 11 procent) och för Tarragonaprovinsen 11 procent (18 platser = 13 procent), vilket innebär att rösterna i de mindre orterna räknas något mer än rösterna i Barcelonas storstadsregion. Detta har bidragit till att stärka de traditionella katalanska och katalanistiska partiernas dominans i regionens politiska liv.

### Tidigare parlamentsval
- 20 november 1932 (republikanska parlamentet)
- 20 mars 1980 (I:a parlamentet)
- 29 april 1984 (II:a parlamentet)
- 29 maj 1988 (III:e parlamentet)
- 15 mars 1992 (IV:e parlamentet)
- 19 november 1995 (V:e parlamentet)
- 17 oktober 1999 (VI:e parlamentet)
- 16 november 2003 (VII:e parlamentet)
- 1 november 2006 (VIII:e parlamentet)
- 28 november 2010 (IX:e parlamentet)
- 25 november 2012 (X:e parlamentet)
- 27 september 2015 (XI:e parlamentet)
- 21 december 2017 (XII:e parlamentet)
- 14 februari 2021 (XIII:e parlamentet)

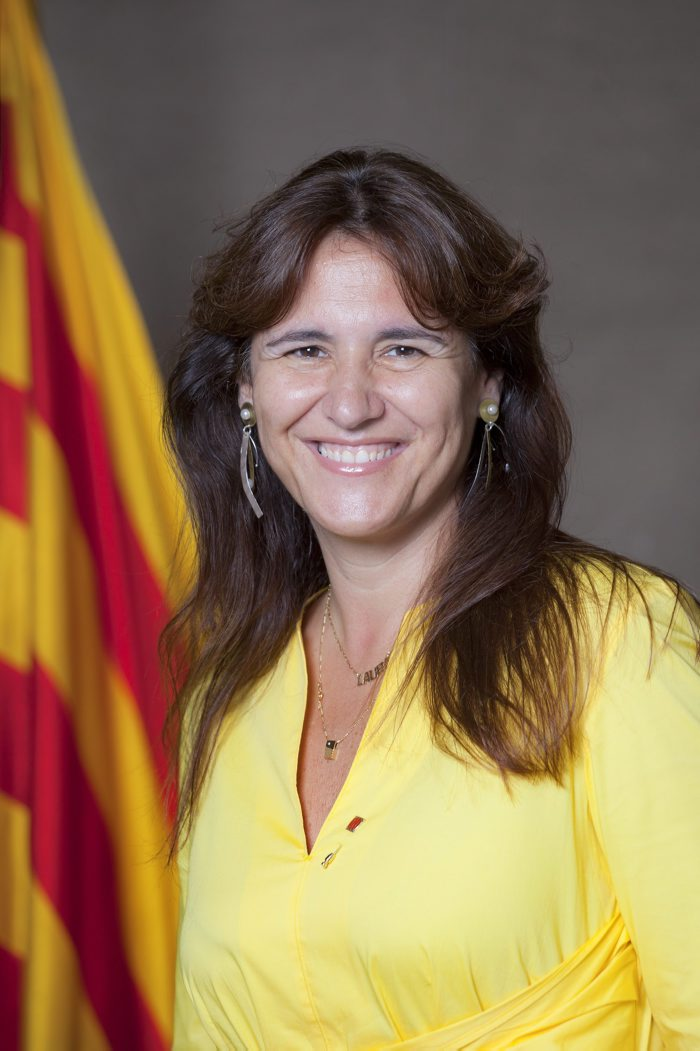
Laura Borràs, en av ledarna för Junts (tredje största parti i valet) och vald till talman i parlamentet 12 mars 2021.

### Parlamentsvalet 2021
Senaste valet till parlamentet ägde rum 14 februari 2021. Detta var ett nyval, utlyst efter att stödpartiet CUP vägrat att godkänna regionregeringens budget för 2020. Genomförandet försenades på grund 2020 års coronaviruspandemi och efter att regionpresident Quim Torra hösten 2020 tvingats lämna sin post. PSC och ERC delade platsen som största parti, med 33 mandat vardera. Junts per Catalunya var nästan lika stort, medan tidigare koalitionspartnern PDECat hamnade utanför parlamentet. Både Cs och PPC gjorde dåliga val och förlorade röster till högerextremisterna i Vox, som för första gången tog mandat i Katalonien. De separatistiska partierna nådde över 51 procent i antal röster, i ett pandemidrabbat val där endast 53,54 procent av väljarkåren deltog.
Junts ledare under valet, Laura Borràs, valdes 12 mars till första talman i parlementet, och samtidigt valdes de båda vice talmännen.
- PSC: 33 platser
- ERC: 33 platser
- JxCat: 32 platser
- Vox: 11 platser
- CUP: 9 platser
- ECP-PEC: 8 platser
- C's: 6 platser
- PPC: 3 platser

Totalt: 135 platser